# Hans Erbe
Hans Erbe  (* 16. Februar 1892 in Dresden; † 22. November 1953) war ein deutscher Jurist und Politiker (FDP). Er saß in der Bremischen Bürgerschaft.

## Leben
Nach seinem Jura-Studium war er seit 1921 im Reichsinnenministerium tätig – zuletzt als Ministerialdirigent. 1938/39 Richter am Reichsverwaltungsgericht,  von 1939 bis 1945 Soldat und nach Kriegsende war er bei der Reis- und Handels AG in Bremen als Syndikus angestellt.

## Politik
Zum 1. Mai 1933 trat er der NSDAP bei (Mitgliedsnummer 2.633.367) und war von 1934 bis 1939 Mitglied in der NSV. Im Juli 1948 wurde er zunächst als „Mitläufer“ entnazifiziert und nach Berufung Erbes im November 1948 als „Entlasteter“. Er machte „im Verfahren geltend, dass sein Eintritt in die NSDAP nur aus Sorge um seine berufliche Stellung als Ministerialbeamter erfolgt sei und er das NS-Regime nie unterstützt, sondern im Gegenteil ‚Gegenpropaganda‘ verbreitet, rassisch und politisch Verfolgten geholfen und Kontakt zu bürgerlichen Widerstandkreisen gehalten habe. Seine Darstellung wird in diversen Zeugenerklärungen bestätigt“.
Von April 1953 bis November 1953 war er Vorsitzender des FDP-Kreisverbands Bremen-Stadt und wurde im Januar 1953 von der Bremer FDP als Kandidat für die Nachfolge von Justizsenator Theodor Spitta nominiert; „die SPD-Bürgerschaftsfraktion blockierte jedoch die Berufung Erbes in den Senat, weil dieser 1938 einen juristischen Fachkommentar zum ‚Entschädigungsgesetz‘ vom Dezember 1937 verfasst und publiziert hatte, mit dem die Enteignung der Vermögenswerte der Arbeiterparteien, der Gewerkschaften und der Arbeitersport- und Kulturvereine durch das NS-Regime rückwirkend ‚legalisiert‘ worden war.“